# Жеод
«Жео́д» (фр. La Géode) — кинотеатр формата IMAX в Париже. Располагается на территории парка Ла-Виллет в 19 парижском округе и является частью Городка науки и техники.

## История
Созданный архитектором Адрианом Файнзильбером (фр. Adrien Fainsilber) и инженером Жераром Шамаю (фр. Gérard Chamayou), «Жеод» открылся для публики 6 мая 1985 г.
После закрытия подобного кинотеатра в припарижском Дефансе в 2001 г. остаётся единственным сооружением такого рода в парижском регионе Иль-де-Франс, если не считать купол Парижского дворца спорта (фр. Dôme de Paris - Palais des Sports). Хотя Жеод открылся годом раньше, чем Городок науки и техники, сегодня он является частью последнего.

## Здание
«Жеод» — это отдельная постройка за зданием Музея науки и индустрии, представляющая собой геодезический купол диаметром 36 метров, составленный из 6433 стальных зеркальных треугольников. Возведение и оборудование «Жеода» обошлось французам в 130 миллионов франков.

## Кинозал
Фильмы демонстрируются по системе IMAX на гигантском полусферическом экране диаметром 26 м и площадью 1000 м². Соноризацией занималось предприятие «Кабасс» (Cabasse), установившее 12 источников звука, а также 4 громкоговорителя сверхнизких частот («сабвуферов») на 55 см, всего оборудования в общей сложности на 21 000 ватт звуковой мощности.
Демонстрируемые фильмы длятся приблизительно один час. Вместительность — 400 мест.